# Лали Бадахшан
«Ла́ли Бадахша́н» (тадж. Лаъли Бадахшон) — основанная 4 марта 1991 года в Хороге (центр Горно-Бадахшанской автономной области Таджикистана) официально не зарегистрированная оппозиционная политическая партия и социально-политическое движение памирских (бадахшанских) националистов, которая была расформирована в 1999 году.
Через полгода после создания «Лали Бадахшана», 9 сентября 1991 года Таджикистан объявил о своей независимости. Партия отстаивала и защищала права памирских народов, проживающих преимущественно в Горно-Бадахшанской автономной области Таджикистана. Лали Бадахшан с таджикского языка переводится как Драгоценный камень Бадахшана.
Первой главой партии являлся Атобек Амирбеков. На президентских выборах 1991 года в Таджикистане партия поддержала кандидатуру Давлатназара Худоназарова от Демократической партии Таджикистана. Худоназаров по итогам выборов набрал 30,1% голосов, уступив Рахмону Набиеву, который набрал 56,9% голосов избирателей.
После начала гражданской войны в Таджикистане, которая длилась с 1992 года по 1997 год, «Лали Бадахшан» вошла в состав Объединённой таджикской оппозиции (ОТО). В состав ОТО входили различные либеральные, демократические и исламистские силы, которые боролись против официальных правительственных властей. Партия участвовала в межтаджикских мирных переговорах. 
В 1999 году, через два года после окончания гражданской войны, партия вышла из состава ОТО и фактически перестала существовать, оставив лишь только своих сторонников.